# Atletica leggera ai Giochi della XXIII Olimpiade - Lancio del martello
Il lancio del martello ha fatto parte del programma maschile di atletica leggera ai Giochi della XXIII Olimpiade. La competizione si è svolta nei giorni 5 e 6 agosto 1984 al «Memorial Coliseum» di Los Angeles.

## Assenti a causa del boicottaggio
Nota: le prestazioni si riferiscono all'anno olimpico.
| Campione olimpico    | 86,34 | 3 luglio  | Jurij Sedych    |
| Campione del mondo   | 85,20 | 3 luglio  | Sergej Litvinov |
| Terzo dei sovietici  | 82,18 | 21 giugno | Igor Nikulin    |
| Quarto dei sovietici | 82,02 | 20 luglio | Jüri Tamm       |

## Risultati

### Turno eliminatorio
Qualificazione72,00 m
Otto atleti ottengono la misura richiesta. Ad essi vanno aggiunti i 4 migliori lanci, fino a 71,34 m.
Il miglior lancio appartiene a Karl-Hans Riehm (RFT) con 75,50 m.

### Finale
Stadio Memorial Coliseum, lunedì 6 agosto.
| Pos | Paese          | Atleta          | Misura  |
| --- | -------------- | --------------- | ------- |
|     | Finlandia      | Juha Tiainen    | 78,08 m |
|     | Germania Ovest | Karl-Hans Riehm | 77,98 m |
|     | Germania Ovest | Klaus Ploghaus  | 76,68 m |